# Michał Maliński
Michał Jakub Maliński, ps. „Malina” (ur. 1985 w Oleśnie) – polski perkusista.

## Życiorys
Urodził się i wychował w Oleśnie. Jego ojcem jest Jan Maliński, muzyk zespołu Gang Marcela. Ma trzech braci: Łukasza, Macieja i Adama. Po raz pierwszy zetknął się z perkusją w wieku ok. 4, 5 lat. W okresie szkoły podstawowej uległ chwilowej fascynacji sportem i postanowił poświęcić się piłce nożnej przez co odstawił grę na tym instrumencie na około 5 lat. Następnie przez 6 lat uczęszczał do Szkoły Muzycznej w Opolu. Absolwent Akademii Muzycznej im. Karola Lipińskiego we Wrocławiu, którą ukończył z wyróżnieniem w klasie dr hab. Dariusza Kaliszuka. Już w początkach swej kariery, jako bardzo młody perkusista był laureatem nagród na licznych konkursach perkusyjnych. Jego pierwszym, znaczącym zespołem z którym osiągał pierwsze sukcesy, była oleska grupa Są Gorsi (2001–2006). W tym okresie dwukrotnie wystąpił na Studenckim Festiwalu Piosenki w Krakowie (z Są Gorszymi oraz Joanną Kondrat). Z biegiem lat zaczął poszukiwać innowacyjnych środków wyrazu w grze, a przede wszystkim w uzyskiwaniu bardzo różnych brzmień perkusji, co zademonstrował w odcinku 1 pt. Kreatywność za bębnami z cyklu Tajemnice Polskich Mistrzów Perkusji. Współpracował, bądź nadal współpracuje z takimi wykonawcami, jak m.in.: Grubson (od 2015), Jarecki, Katarzyna Nosowska (od 2018), DJ BRK, kabaret Neo-Nówka (od 2009 roku współtworzy jego zespół akompaniujący pod nazwą Żarówki), Andrzej Cierniewski czy zespół Sanepid Band w którym za mikrofonem stanął raper Jarecki, i z którym perkusista wystąpił w filmie Kreatywność za bębnami (Tajemnice Polskich Mistrzów Perkusji). Był także muzykiem Orkiestry Męskie Granie 2019. Uczy w klasie perkusji w Państwowej Szkole Muzycznej I st. w Oleśnie. Współtwórca tamtejszego Młodzieżowego Studium Muzyki Rozrywkowej i festiwalu Jazz'obranie.